# Колотушка (журнал, Тверь)
«Колотушка» — еженедельный литературно-художественный юмористический журнал, выходивший в Твери в 1911 году. Один из первых в провинциальной России начала XX века. Редактор — Пётр Зайцев.
Печатался в типографии Тверского губуправления, частично иллюстрирован. Первый номер вышел 12 марта, за ним последовали ещё три, после чего журнал был закрыт из-за возникших финансовых трудностей.
Редактор публиковал в основном произведения М. И. Ожегова и свои собственные — рассказы из жизни ремесленников, юмористические зарисовки.